# Biharó
Biharó (1899-ig Beheró, szlovákul: Becherov, ukránul Beheriv) község Szlovákiában, az Eperjesi kerület Bártfai járásában.

## Fekvése
Bártfától 16 km-re északra, a lengyel határ mellett fekszik.

## Története
A települést a német jog alapján alapították a 15. század elején, a makovicai váruradalomhoz tartozott. 1414-ben „Kwbeher” alakban említik először. Neve a szlovák Bichor személynévből származik. 1492-ben „Byahro” néven írják. A 15. század végén lengyel hadak pusztították el. 1618-ban „Bicharo” alakban bukkan fel az írott forrásokban. A 18. században a Szirmay család tulajdonában találjuk. 1787-ben 110 háza és 641 lakosa volt.
A 18. század végén Vályi András így ír róla: „BIHARO. Becherov. Tót falu Sáros Vármegyében, földes Ura Gróf Áspermont Uraság. Lakosai ó hitűek, fekszik Zboróhoz egymértföldnyire. Határja középszerű, fája elég, legelője jó, második Osztálybéli.”
A 19. században az Erdődy család birtoka volt. 1828-ban 133 házában 971 lakos élt. Lakói mezőgazdasággal, erdei munkákkal foglalkoztak.
Fényes Elek 1851-ben kiadott geográfiai szótárában így ír a faluról: „Becheró vagy Biharó, orosz falu, Sáros vármegyében, Zboróhoz északra 1 1/2 órányira: 17 r., 932 g. kath., 24 zsidó lak. Gör. paroch. templom. Nagy erdejében legelője elég. Malom a Breznik vizén. A makoviczi urad. tartozik. Ut. p. Bártfa.”
Az első világháború alatt határában súlyos harcok folytak az osztrák-magyar és az orosz cári csapatok között. A trianoni diktátum előtt Sáros vármegye Bártfai járásához tartozott.

## Népessége
| Év:            | 1994. | 2004.   | 2014.   | 2024.   |
| -------------- | ----- | ------- | ------- | ------- |
| Emberek száma: | 294   | 285     | 279     | 275     |
| Eltérés:       |       | -3,06 % | -2,10 % | -1,43 % |

| Év:            | 2023. | 2024.   |
| -------------- | ----- | ------- |
| Emberek száma: | 276   | 275     |
| Eltérés:       |       | -0,36 % |

1910-ben 729, túlnyomórészt ruszin lakosa volt.
2001-ben 274 lakosából 133 ruszin, 82 szlovák, 45 ukrán volt.
2011-ben 279 lakosából 117 ruszin, 101 szlovák, 33 cigány és 14 ukrán.

## Nevezetességei
- Görögkatolikus templomát 1847-ben építették.
- Határában található az 1954-ben alapított 24 hektáros Biharói Nemzeti Park.